# Route de Noisy-le-Sec
La route de Noisy-le-Sec, est une voie de communication de Pantin.

## Situation et accès

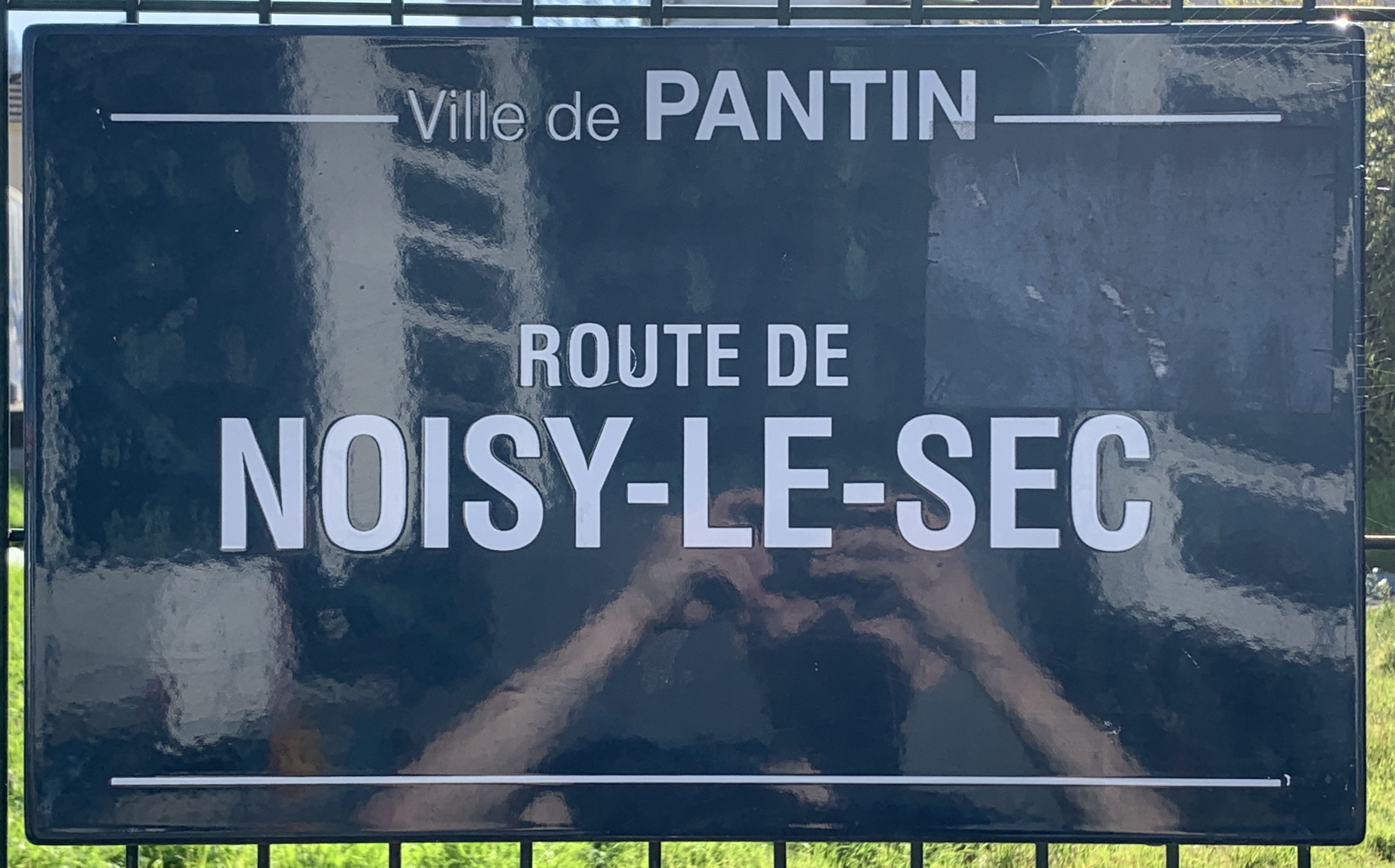
Plaque Route de Noisy-le-Sec.

## Origine du nom
Le nom de cette voie fait pendant à la route de Pantin, ancien nom de la rue Paul-Vaillant-Couturier à Noisy-le-Sec.

## Historique

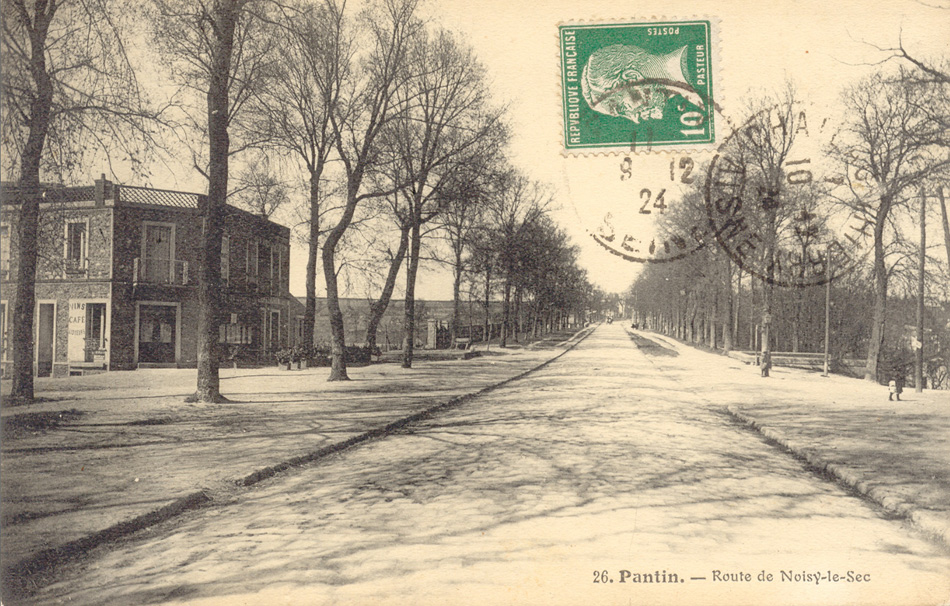
La route de Noisy-le-Sec vers 1900.

La route de Noisy était autrefois située sur le territoire de Romainville et faisait partie de la route départementale de Paris au Raincy, ouverte en 1848. Sa partie septentrionale fut attribuée à Pantin après-guerre, tandis que le restant était renommé.